# قواعد المصرية: كونها مقدمة لدراسة الهيرغليفية
قواعد المصرية: كونها مقدمة لدراسة الهيروغليفيةكتاب كتبه آلن گارِدنَر ونُشر لأول مرة في 1927 في لندن من قبل مطبعة كلارندون، وأُعيد طبعه عدة مرات منذ ذلك الحين. الطبعة الثالثة المنشورة في 1957 هي النسخة الأكثر استخدامًا منه. من خلال سلسلة من ثلاثة وثلاثين درسًا، يُقدِّم الكتاب نظرة عامة شاملة للغاية عن اللغة ونظام الكتابة في مصر القديمة. يركِّز الكتاب على اللغة الأدبية للمملكة الوسطى. أدى إنشاء الكتاب إلى تطوير مجموعة طباعة هيروغليفية دقيقة ومفصلة: قائمة گاردنر للإشارات .
يُعتبر عمل غاردينر حتى يومنا هذا أكثر الكتب المدرسية شمولاً للغة المصرية، على الرغم من أن التطورات اللاحقة أضافت جوانب جديدة لفهم گاردنر لقواعد اللغة المصرية.

## طبعات
- الطبعة الأولى (1927)، أكسفورد: مطبعة كلارندون. OL 6703756M
- الطبعة الثانية ، منقحة بالكامل (1950)، لندن: نُشرت بالنيابة عن معهد گرفث، متحف أشموليان، أكسفورد، بواسطة مطبعة جامعة أكسفورد . OL 6071866M
- الطبعة الثالثة، منقحة (1957) ، أكسفورد: معهد گرفث ،(ردمك 978-0-900416-35-4)

## طالع أيضًا
- قائمة إشارات گاردنر